# Хенсон, Лиза
Лиза Мари Хенсон (англ. Lisa Marie Henson) (род. 9 мая 1960) — американская женщина-продюсер телевидения и кино и бывшая актриса, которая участвовала в телешоу, таких как «Сид — маленький учёный». Она является главным исполнительным директором The Jim Henson Company, основанной родителями Джимом и Джейн Хенсон.

## Ранняя жизнь
Лиза Хенсон родилась в округе Уэстчестер, штат Нью-Йорк, и является дочерью и старшим ребёнком кукловодов Джейн (урождённая Нибел; 1934–2013) и Джима Хенсона (1936–1990). У неё двое младших сестёр: Шерил (род. 1961) и Хезер (род. 1970) и двое младших братьев Брайан (род. 1963) и Джон (1965–2014).

## Карьера
Лиза Хенсон является главным исполнительным директором The Jim Henson Company.
Кроме своей непосредственной работы на телевидении и в кино, она была президентом по производству для Columbia Pictures, и руководителем для Warner Brothers. Она получила степень в Гарвардском университете, где специализировалась на фольклоре и мифологии и была первой женщиной-президентом Harvard Lampoon. Она также работала в Harvard Board of Overseers.

## Фильмография

### Телевидение
| Год                  | Название                             | Роль                    | Заметки     |
| -------------------- | ------------------------------------ | ----------------------- | ----------- |
| 2004                 | Королевский госпиталь                | Продюсер                | 11 эпизодов |
| 2008-2013            | Сид — маленький учёный               | Исполнительный продюсер | 68 эпизодов |
| 2009–настоящее время | Поезд динозавров                     | Исполнительный продюсер | 89 эпизодов |
| 2010-2011            | Я и мои монстры                      | Исполнительный продюсер | 26 эпизодов |
| 2010                 | Пижамные животные Джима Хенсона      | Исполнительный продюсер | 11 эпизодов |
| 2015                 | Good Morning America                 | В роли самой себя       | 1 эпизод    |
| 2017                 | Фойе Джулии                          | Исполнительный продюсер |             |
| 2019                 | Тёмный кристалл: Эпоха сопротивления | Исполнительный продюсер | 10 эпизодов |

### Кино
| Год  | Название                                                     | Роль                                  | Заметки                        |
| ---- | ------------------------------------------------------------ | ------------------------------------- | ------------------------------ |
| 1998 | Нулевой эффект                                               | Продюсер                              |                                |
| 2000 | Ivans XTC                                                    | Маргарет Мид, Исполнительный продюсер |                                |
| 2000 | Вес воды                                                     | Исполнительный продюсер               |                                |
| 2002 | Особо тяжкие преступления                                    | Исполнительный продюсер               |                                |
| 2003 | Хороший мальчик                                              | Продюсер                              |                                |
| 2004 | Пять детей и волшебство                                      | Продюсер                              |                                |
| 2005 | Зеркальная маска                                             | Исполнительный продюсер               |                                |
| 2005 | Шоу Маппетов: Волшебник из страны Оз                         | Исполнительный продюсер               | Телефильм                      |
| 2008 | Изменчивые басни: 3 поросёнка и ребёнок                      | Продюсер                              | Фильм непосредственно на видео |
| 2008 | Крейцерова соната                                            | Исполнительный продюсер               |                                |
| 2008 | Изменчивые басни: Черепаха против Зайца                      | Продюсер                              | Фильм непосредственно на видео |
| 2008 | Изменчивые басни: Златовласка и три медведя                  | Продюсер                              | Фильм непосредственно на видео |
| 2012 | Сид — маленький учёный: Фильм                                | Исполнительный продюсер               | Телефильм                      |
| 2014 | Александр и ужасный, кошмарный, нехороший, очень плохой день | Продюсер                              |                                |
| 2015 | День благодарения                                            | Исполнительный продюсер               | Телефильм                      |
| 2017 | Путеводная звезда                                            | Исполнительный продюсер               |                                |
| 2018 | Игрушки для взрослых                                         | Исполнительный продюсер               |                                |
| 2022 | Пиноккио                                                     | Продюсер                              |                                |